# 泰泰 (喬治亞州)
泰泰（英語：Ty Ty）是一個位於美國喬治亞州蒂夫特縣的城市。

## 地理
泰泰的座標為31°28′17″N 83°38′56″W / 31.47139°N 83.64889°W，而該地的平均海拔高度為96米（即315英尺）。

## 人口
根據2010年美國人口普查的數據，泰泰的面積為2.10平方千米，當中陸地面積為2.10平方千米，而水域面積為0.00平方千米。當地共有人口725人，而人口密度為每平方千米345.24人。